# Venerine mijene
Oblik Venerinog diska, gledan sa Zemlje, varira od tankog srpa do pune faze u 584 dana (oko 19 mjeseci). Taj se period kod planeta naziva sinodička godina. Iznimke od ovog pravila su vrlo rijetki tranziti Venere, kada Venera prolazi ispred Sunca, pa ne vidimo tanki srp već crnu točku ispred Sunca.

## Povijest
Neke stare civilizacije su crtale Veneru u obliku srpa. Mezopotamski svećenici-astronomi su, navodno, uspjeli vidjeti venerine "rogove", a boginja Ištar (Venera) je u starim zapisima klinastim pismom opisana s rogovima. No, i druga mezopotamska božanstva su bila opisivana s rogovima i moguće je da su rogovi samo simbol božanske prirode.
Galileo Galilei je prvi uočio Venerine faze 1610. godine (rezultati su prvi put objavljeni tek 1613.). Galileo je uz pomoć teleskopa popratio cijeli ciklus venerinih mijena, na osnovu čega je zaključio da se Venera može nalaziti i ispred i iza Sunca. Ovo je bilo u suprotnosti s tada važećim Ptolomejevim sustavom (geocentrična teorija) po kojoj se Sunce i planeti okreću oko Zemlje, pri čemu Venera obilazi Zemlju unutar Sunčeve putanje. Ovi su rezultati srušili ptolomejev sustav, a bili su kompatibilni s Kopernikovim, Braheovim i drugim heliocentričnim modelima.

## Opažanje
Venerine mijene (faze) su lako vidljive u teleskopu, pri malim (20x) povećanjima, a vidljive su i u dvogledu 10x50 (tj. pri povećanju od samo 10x).
Teoretski, Venerin srp je moguće (iako samo u idealnim atmosferskim uvjetima, uz izvrstan vid) razlučiti čak i golim okom, a mnogi tvrde da su u tome uspjeli. Teoretska razlučivost oka je 1 lučna minuta (60 ), a prividni promjer venerinog diska u vrijeme donje konjunkcije kreće se od 60.2 do 68, ovisno o udaljenosti od Zemlje.
Venera je, kao i Merkur, donji planet, pa ju se ne može vidjeti u bilo koje doba noći, već samo nakon zalaska Sunca ili pred zoru. Maksimalna elongacija Venere je oko 48°, pa ju je moguće vidjeti i do 4 i po sata nakon zalaska (odnosno prije izlaska) Sunca.
Promjer venerina diska u vrijeme maksimalne elongacije iznosi oko 25'' (lučnih sekundi), a u vrijeme donje konjunkcije oko 1' (lučna minuta). Venera može dosegnuti sjaj od -4.7m, što je čini najsjajnijim objektom iza Sunca i Mjeseca. U noći bez Mjeseca, ako je tlo prekriveno snijegom, može se ponekad uočiti i sjena koju baca Venera!
U vrijeme kada Venera pokazuje punu fazu (gornja konjunkcija), ona je ujedno i najdalje od Zemlje, pa je zbog toga najslabijeg sjaja (unatoč punoj fazi), a i na nebu je preblizu Suncu. Venera je najsjanija kad nam je najbliža (u donjoj konjunkciji), unatoč tome što se vidi tek kao tanak srp, no teško ju je promatrati zbog prividne blizine Sunca. Veneru je, zbog toga, najlakše uočiti kada je na nebu daleko od Sunca, u tjednima oko maksimalne istočne ili zapadne elongacije.
Veneru je, ako se želi prepoznati faza, najbolje promatrati prije potpunog mraka, jer veliki kontrast između Venere i noćnog neba zasljepljuje promatrača koji tada ne može jasno vidjeti fazu. Veneru je moguće vidjeti i po danu, ali jedino ako se zna točno gdje treba gledati. Venera bi se, po danu, trebala vidjeti već u tražiocu teleskopa. Dodatna prednost promatranja Venere po danu je to što se gleda kroz tanji sloj atmosfere.
Narančasti filter na okularu može povećati kontrast slike. Dugogodišnja praćenja faze Venere pokazala su da izračunata faza ne odgovara promatranoj, već se javlja sustavno odstupanje. Ova se pojava naziva Schröderovim efektom.
Promatrajući Veneru, može se ponekad uočiti da sumračnica (linija koja razdvaja dnevnu i noćnu stranu planeta) nije ravna već nazubljena, sa zaljevima i izbočinama. Rogovi srpa su ponekad, zbog loma svjetlosti u Venerinoj atmosferi, duži nego što bi se dalo očekivati.

## Tranzit Venere
Do tranzita Venere može doći samo u lipnju i prosincu. Tranziti Venere se događaju po dva u kratkom razmaku svakih 130 godina. Prvi tranzit Venere nakon 1882. godine (!), dogodio se 8. lipnja 2004., a nakon njega 6. lipnja 2012. Tranzit iz 2004. je bio vidljiv iz Hrvatske, a onaj iz 2012. bio je vidljiv samo djelomično i to prilikom izlaska Sunca. Nakon 2012., par tranzita Venere će trebati čekati do 2117. i 2125. godine.

## Poveznice
- Venerin prijelaz
- Mjesečeve mijene